# Sarah Kemble Knight
Sarah Kemble Knight (Boston, 19 aprile 1666 – New London, 25 settembre 1727) è stata un'imprenditrice, scrittrice e insegnante statunitense. È conosciuta per il suo diario, The journal of Madame Knight, in cui racconta il suo viaggio da Boston a New York avvenuto tra 1704 e il 1705, fornendo uno dei pochi resoconti di prima mano delle condizioni di viaggio nel Connecticut durante il periodo coloniale. Il diario è ritenuto importante anche perché scritto da una donna, elemento non consueto per i canoni tradizionali dell'epoca.

## Biografia
Sarah Kemble Knight (nata Sarah Kemble) nacque il 19 aprile 1666 da una famiglia appartenente alla piccola borghesia della città di Boston, una delle comunità fondate dai puritani emigrati a seguito delle persecuzioni messe in atto in Gran Bretagna nei primi decenni del XVII secolo. Nel marzo del 1629 un gruppo di mercanti inglesi riuniti sotto il nome di The company of Massachusetts Bay Colony in New England riuscì ad ottenere dal re d'Inghilterra Carlo I l'autorizzazione a occupare territori e a fondare città nel Nuovo Mondo, più precisamente nella Nuova Inghilterra. Sotto la guida di John Winthrop, eletto governatore, un gruppo di mille puritani fondò la Massachusetts Bay Colony, uno dei primi insediamenti inglesi negli Stati Uniti. 
Tra le comunità che i puritani costituirono vi furono le città di Boston, Charlestown, Dorchester, Medford, Watertown, Roxbury, e Lynn. Il padre di Sarah Kemble Knight era un mercante e possedeva un negozio nella Moon Street di Boston, gestito con l'aiuto della figlia. Sarah ricevette una solida educazione; nutrì interesse per la letteratura e la poesia e sviluppò le sue doti nella scrittura, mettendosi a disposizione della sua comunità, come testimoniato da alcuni documenti legali che lei stessa trascrisse. Grazie a queste esperienze, acquisì delle conoscenze di base in campo legale che le tornarono utili in seguito nel viaggio intrapreso da Boston a New York tra il 1704 e il 1705, raccontato nel suo diario.
Si pensa che Sarah Kemble abbia sposato Richard Knight, capitano di una nave mercantile, ma non sono pervenuti ai giorni nostri documenti che attestino l'ufficialità del matrimonio. L'unico documento ritrovato, risalente al 1688, manifesta la volontà di Richard Knight di sposare Sarah Kemble. Dalla loro unione nel 1689 nacque Elizabeth. Richard Knight continuò a condurre i suoi affari fino al 1706; dopo tale data non sono più reperibili sue notizie.
Durante l'assenza del marito Sarah si occupò del sostentamento della famiglia e della gestione del negozio nella Milk Street di Boston, dove veniva anche offerto un servizio di pernottamento. Oltre a rimanere attiva nel campo degli affari, Sarah diresse una scuola, che si ipotizza abbia frequentato Benjamin Franklin, futuro scienziato e politico statunitense.
Nel 1713 la figlia Elizabeth sposò il colonnello John Livingston di New London, Connecticut, figlio di una famiglia benestante di New York, e Sarah si trasferì vicino alla residenza della coppia. Qui trascorse gli anni successivi facendo la negoziante, e riuscendo ad accumulare diverse proprietà a Norwich e nella stessa New London. Nel 1721, dopo la scomparsa del genero, Sarah andò a vivere con la figlia, fino alla sua morte, avvenuta nel 1727, all'età di 62 anni. 
Sarah Kemble Knight lasciò un considerevole patrimonio, ma solo pochi scritti. Gli unici documenti ritrovati, oltre al suo diario, sono degli incartamenti legali che lei stessa trascrisse e due lettere, una indirizzata al consuocero nel 1710 e l'altra a sua figlia.

## Opere

### The journal of Madame Knight
Il diario di Sarah Knight passò in mani private e rimase sconosciuto fino al 1825, quando fu pubblicato postumo da Theodore Dwight, un giornalista saggista di New York. Dwight nella prefazione precisò che l'opera non era un lavoro di finzione, essendo basato su fatti reali che illustravano un periodo della storia americana. 
Sarah Kemble Knight scrisse il diario durante i cinque mesi del suo viaggio da Boston a New York, intrapreso tra il 1704 e il 1705 nell'intento di portare aiuto ad un parente in difficoltà con un terreno. L'autrice viaggiò a cavallo sempre in compagnia di altri, ma le difficoltà incontrate testimoniano i pericoli fisici del viaggio a lunga distanza in quell'epoca: dall'attraversamento dei fiumi in condizioni meteorologiche poco favorevoli, allo stato precario dei ponti, alle strade in cattivo stato, alla cattiva qualità del cibo delle locande in cui i passeggeri dovevano sostare. 
Il diario non venne scritto per essere pubblicato; ha una struttura prettamente descrittiva, offre una visione dettagliata dei luoghi (ad esempio è pieno di immagini grafiche dei primi insediamenti nel New England e New York) e delle persone incontrate durante il viaggio. È prezioso in quanto storia dei costumi del tempo, e allo stesso tempo è interessante per la sua scrittura originale e la ricchezza di riflessioni personali, spesso accompagnate ad intermezzi poetici. 

### Importanza e ricezione
Dalla sua pubblicazione, Journal of Madam Knight è stato valutato sia come documento storico che letterario. Come narrativa di viaggio, racconta le pericolose e primitive condizioni di viaggio nelle colonie in questo periodo. Inoltre, le dettagliate descrizioni di Knight di New York, New Haven e i numerosi piccoli insediamenti che attraversa attraverso il Connecticut, fanno luce sulla vita coloniale alla fine del XVIII secolo. L'autrice documenta abitudini alimentari, architettura, diversità religiosa e i costumi degli abitanti di New York e di New Haven, così come le condizioni di vita che si trovano negli insediamenti rurali tra Boston e New York.
Il diario di Knight è stato anche importante nel campo della storia delle donne perché rappresenta il recupero di narrazioni spesso dimenticate o trascurate a favore di opere più tradizionali e canonizzate. Come diario femminile esso rappresenta una deviazione dal tradizionale canone maschile. Mentre il suo status di opera femminista rimane aperto al dibattito, il diario di Knight merita di essere studiato per documentare una situazione insolita (una donna che viaggia da sola attraverso la natura del New England); per il coraggio, la determinazione e l'interesse verso l'ambiente esterno dimostrati nel suo diario (al contrario del tipico diario puritano che riflette solo stati interiori), e la forte personalità che lo connota.
Risulta inoltre molto importante per la letteratura americana perché, a differenza di altre opere dell'epoca, non ha fini religiosi, e si presenta come una delle prime opere laiche del tempo. Ad esempio, al contrario dell'opera La sovranità e la bontà di Dio in cui l'autrice Mary Rowlandson racconta della sua prigionia e liberazione, descrivendo la sua esperienza come metafora della grandezza di Dio, le difficoltà incontrate durante il viaggio non vengono descritte da Sarah Kemble Knight come prove di Dio, né nei momenti di difficoltà l'autrice chiede l'aiuto divino per superare le avversità che le si presentano.
Mentre molti critici e studiosi hanno elogiato il Knight's Journal come resoconto storico, alcuni studiosi, come Robert O. Stephens, ritengono che esso dovrebbe anche essere letto come un lavoro immaginativo e creativo. Leggendo il Diario come resoconto mitico, Stephens avvicina la scrittura di Knight allo stile narrativo di Nathaniel Hawthorne.

### Umorismo
Nonostante le avversità affrontate, Sarah riuscì a trattare con umorismo le peripezie del viaggio. Molti studiosi di letteratura americana tendono a considerare Sarah Kemble Knight, per la caratterizzazione picaresca del diario e la sua inclinazione satirica, un precursore dello stile umoristico dei successivi scrittori americani come Mark Twain.

### Razzismo e classismo
Sarah Kemble Knight nelle sue considerazioni sui neri, sui nativi americani o sulle classi inferiori riflette la complessa e controversa visione delle relazioni sociali e interrazziali della società americana del XVIII secolo. A suo parere i contadini erano troppo indulgenti con gli schiavi, perché gli concedevano di sedere a tavola con loro e di mangiare lo stesso cibo. Descrive i nativi americani come “i più selvaggi di tutti i selvaggi di quel tipo, che io abbia mai visto”, e in alcune occasioni nei confronti delle persone di campagna esprime la sua distanza, ritenendole rozze e prive di gusto.
L'autrice del "Diario" apparteneva alla borghesia e, sulla base degli stereotipi della cultura americana del tempo, era molto critica nei confronti dei comportamenti delle donne che incontrava. In particolar modo non approvava il loro modo di agire in pubblico: ad esempio, biasimò la condotta della sua locataria, che apparteneva ad una classe inferiore, quando questa approfittò di un incontro con il medico in una taverna per ottenere una diagnosi.
Tuttavia lei stessa non può essere considerata una tipica donna americana del XVIII secolo: all'epoca le donne non viaggiavano da sole, non frequentavano taverne e non concludevano affari lontane da casa. Una tale condotta veniva normalmente ritenuta inconcepibile, e non a caso Sarah nella prima locanda in cui si ferma viene scambiata per una prostituta.
Le considerazioni dell'autrice sul consumo di alcool sono significative del suo atteggiamento ambivalente: da una parte non soggiace alle considerazioni moraliste del tempo, dall'altro fa propri i sentimenti misogini largamente diffusi. Nella parte iniziale del suo racconto, Sarah Kemble Knight tenta di procurarsi una guida tra i clienti di una taverna, che però preferiscono continuare a bere anziché guadagnarsi un salario. Non sarà l'unico episodio nel quale il consumo di alcool da parte degli uomini impedirà a Knight di proseguire il viaggio, ma in nessuno di questi casi l'autrice invocherà una condanna morale dell'ubriachezza. La narrazione rivelerà piuttosto che lei, in quanto donna d'affari, considera il liquore come un mezzo con cui ottenere diversi risultati: il consumo di alcool porta ad esempio ad intensificare l'impulso a spendere soldi. La cosa più allarmante per l'autrice non sono gli effetti delle bevande alcoliche sulle persone, ma la violazione delle gerarchie di genere che tale consumo causa, portando le donne a rivestire ruoli di responsabilità per il temporaneo stato di inabilità maschile.

## Traduzioni italiane
- Battilana Marilla, Il diario di madama Knight, Padova, Cleup, 1984, ISBN 8871788753.

- Sanavio Piero, Il viaggio di Sarah Kemble Knight, Milano, Serra e Riva, 1984, OCLC 955970996.